# Koptisch alfabet
De Koptische taal wordt geschreven in het Koptische alfabet. Het Koptische alfabet is voornamelijk gebaseerd op het Griekse alfabet, zij het met toevoeging van zeven letters die via het Demotisch aan de hiërogliefen ontleend zijn. 
Het woord Koptisch komt van het Griekse woord voor Egypte: Αἴγυπτος Aíguptos. Na de Arabische verovering van Egypte in 640-642 na Christus werd het Koptisch grotendeels vervangen door het Arabisch.

## Geschiedenis
Het Koptische alfabet heeft een lange geschiedenis, die teruggaat op de hellenistische periode. Het ontstond als een poging om de correcte uitspraak van Demotische teksten weer te geven in Griekse letters. Vroege Koptische geschriften dateren van de eerste en tweede eeuw na Christus en waren magische Egyptische teksten. Dit hoeft niet te verbazen; het Koptische alfabet was immers meer geschikt dan het Demotisch of de hiërogliefen om de klinkers van het Egyptisch nauwgezet te noteren. Onderzoekers noemen deze teksten ‘Oudkoptisch’. Het Griekse alfabet was echter niet geschikt om bepaalde klanken van het Egyptisch weer te geven, en daarom voegde men enkele Demotische lettertekens toe aan het Griekse alfabet.
Naargelang het christendom zich verspreidde in Egypte, geraakten de hiërogliefen in de vergetelheid, kort nadien gevolgd door het Demotische schrift. Het Koptische alfabet, dat, aangezien het eigenlijk een variant op het Griekse alfabet was, beter aansloot bij de nieuwe christelijke godsdienst, werd rond de 4e eeuw "gestandaardiseerd". Deze standaardisatie ging vooral uit van het Sahidische dialect, al bleven er nog verschillen bestaan tussen de alfabetten die voor verschillende dialecten gebruikt werden. Een belangrijke getuige uit deze periode zijn de gnostische teksten uit Nag Hammadi, die allemaal in het Koptisch opgesteld zijn.
Na de Arabische verovering en islamisering van Egypte kwam de Koptische taal, en daarmee ook het Koptische alfabet, meer en meer in de verdrukking. Vandaag wordt het Koptisch alleen nog gebruikt als een liturgische en religieuze taal binnen de Koptisch-Orthodoxe Kerk.

## Tabel
| f |

| f |

| SA |

| SA |

| M12 |

| M12 |

| F18 · Y1 |

| F18 · Y1 |

| U29 |

| U29 |

| k |

| k |

| D37 · t |

| D37 · t |

1. ↑  Het Achmimische dialect gebruikt de letter Ⳉ, ⳉ voor [x]?, maar hiervan is geen naam overgeleverd.